# Бандингило
Национален парк „Бандингило“ се намира в Южен Судан, в провинцията Централна Екватория, близо до столицата на Джуба. Обявен е за национален парк през 1986 г.
Прощта му е 1 650 000 ha. Разположен е на надморска височина от 200 до 500 m. Паркът се намира в района на Суд, една от най-големите влажни зони в Африка.

## Животински свят
Най-голямо разнообразие сред животинския свят на парка имат птиците. Тук се срещат редица видове като лисичи сокол (Falco alopex), Tauraco leucolophus, козодои, пчелояди, дървесни папуняци, птици-носорози, птици от семействата Либиеви (Lybiidae) и Мустакати кълвачи (Capitonidae).
От бозайниците се срещат жирафи, кафърски биволи, обикновени бубали, обикновени редунки, гигантска кана и блатен козел от подвида (Kobus kob leucotis).